# Dersu Usala

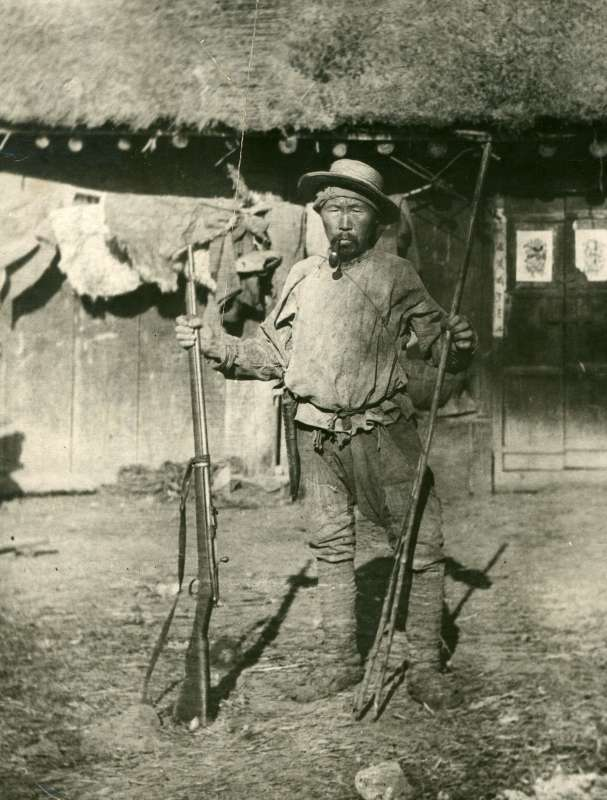
Dersu Usala (1906)

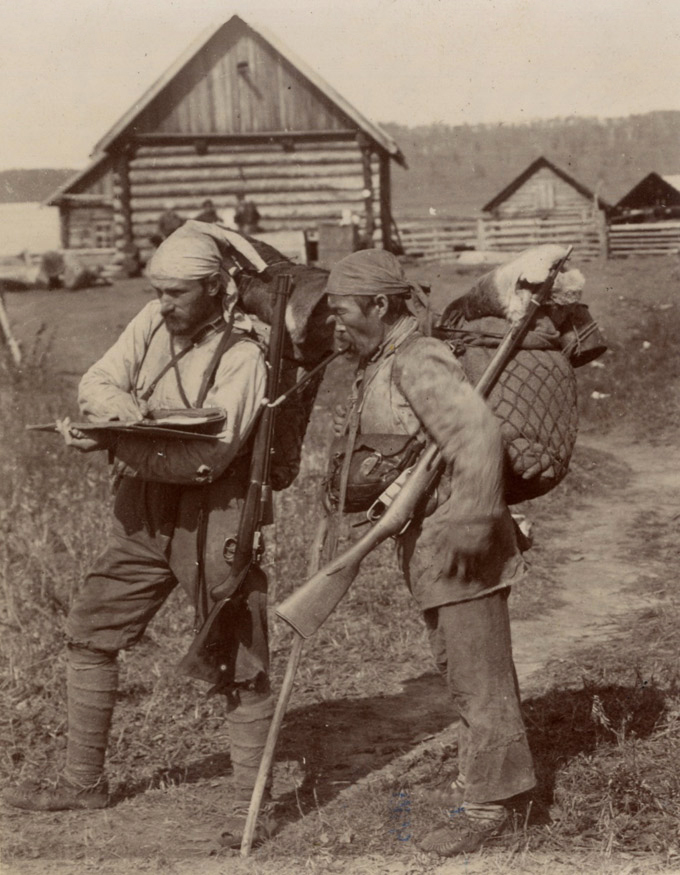
Dersu Usala (rechts im Bild) und sein Freund Arsenjew beim Studieren einer Marschroute bei einer Expedition im Jahr 1906 nahe der Pazifikküste in der Umgebung des heutigen Ternei, unweit des Flusses Kulumbe (seit 1972 Peschtschernaja genannt)

Dersu Usala, auch Dersu Uzala, ([ˈdɛrsʊ ˈuzala], russisch Дерсу Узала, * 1849; † 1908) war ein Nanaier aus dem Russischen Fernen Osten, der im Gebiet des Ussuri-Flusses lebte. Der Jäger und Waldläufer wurde durch Wladimir Klawdijewitsch Arsenjew literarisch unter anderem im Buch Dersu Usala, der Taigajäger verewigt. Seine Lebensgeschichte wurde mehrfach verfilmt.

## Leben
Der russische Entdecker Wladimir Arsenjew unternahm ab 1902 zwölf große Expeditionen in das damals noch weitgehend unerforschte Gebiet zwischen der Küste des Pazifischen Ozeans und dem Fluss Ussuri. Dort trieb er naturwissenschaftliche Studien und beschrieb die Tier- und Pflanzenwelt sowie die Geologie und Topographie des unbekannten Landes, vor allem aber interessierten ihn die dort ansässigen Völkerstämme der Nanaier, Udehe und Orotschen, deren Bräuche und Sprachen er erforschte.

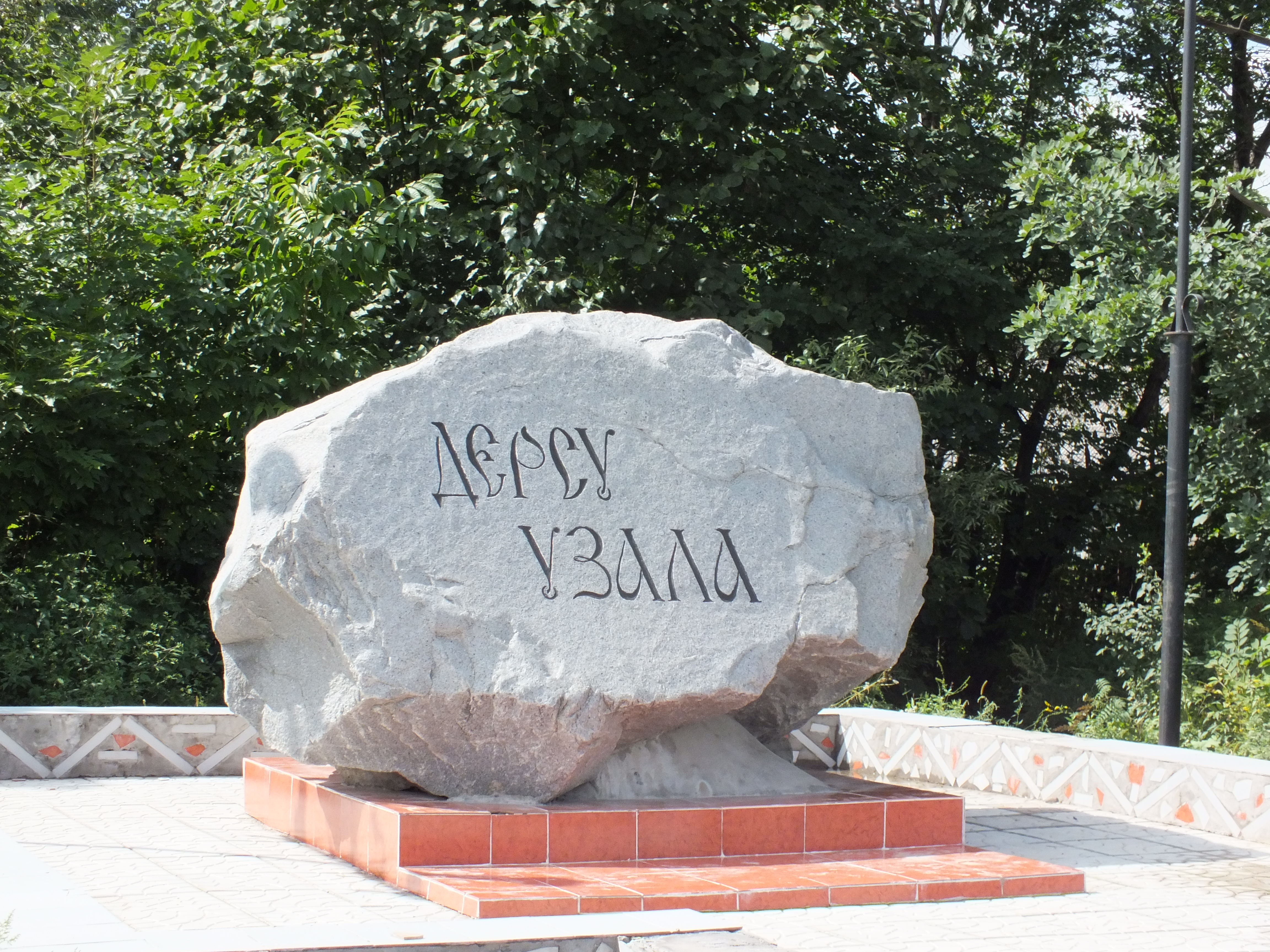
Gedenkstein unweit des Ortes seiner Ermordung in Korfowski

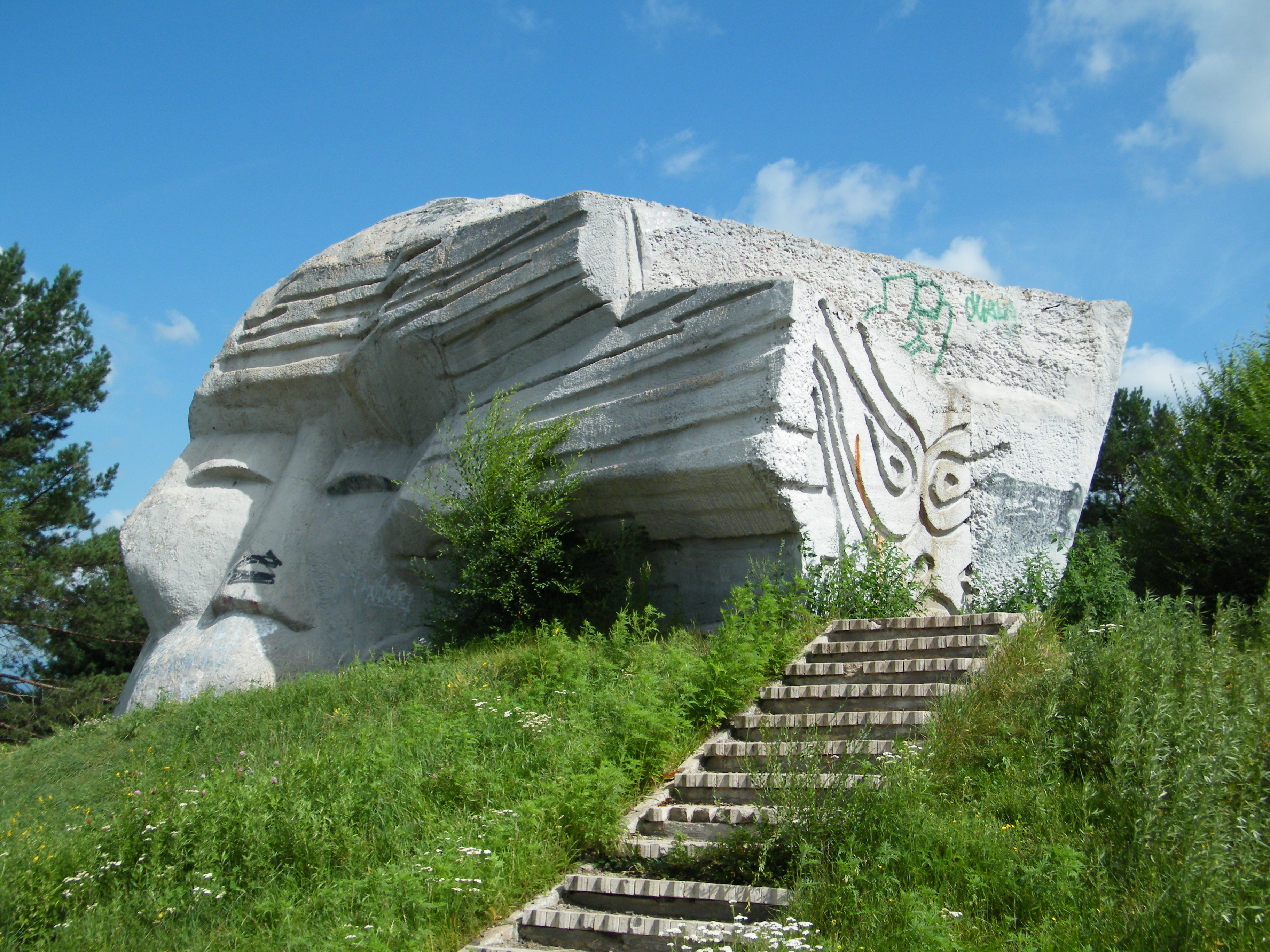
Denkmal für Usala in Arsenjew

Der Nanaier Usala hatte nach dem Pockentod seiner Frau und Kinder allein im Wald gelebt, bevor er Arsenjew kennenlernte und diesen auf drei Expeditionen in den Jahren 1902, 1906 und 1908 begleitete. Zwischen beiden entwickelte sich eine tiefe Freundschaft. Dersu Usala zeigte Arsenjew während der gemeinsamen Expeditionen viele Arsenjew zuvor unbekannte Pflanzen und Tiere und erforschte mit ihm gemeinsam die Regionen um das Sichote-Alin Massiv und den Ussuri-Zufluss Bikin. Er rettete Arsenjew mehrfach das Leben, so bei einem Unwetter am Chankasee. Da Usala mit fortschreitendem Alter zunehmend erblindete, bot Arsenjew ihm an, mit ihm in der Stadt zu wohnen. Usala konnte dem Leben in der Stadt jedoch nichts abgewinnen. Im Frühjahr 1908 kehrte er in die Ussuri-Region zurück. Dort wurde er bei Korfowski unweit von Chabarowsk ermordet, vermutlich wegen eines wertvollen Gewehrs, das Arsenjew ihm zum Abschied geschenkt hatte.

## Nachwirkung
Wladimir Arsenjew veröffentlichte 1923 seinen Reisebericht Dersu Usala, der seit 1952 in der deutschen Übersetzung als Dersu Usala, der Taigajäger vorliegt.
Usalas Lebensgeschichte wurde zweimal verfilmt. 1961 entstand unter der Regie von Agassi Arutjunowitsch Babajan der Film Dersu Usala, in dem Kassym Schakibajew die Rolle des Usala übernahm. Bekannter wurde die gleichnamige Verfilmung aus dem Jahr 1975 durch Akira Kurosawa. In dieser Verfilmung wurde Usala von Maxim Munsuk dargestellt. Der Film wurde bei der Oscarverleihung 1976 als bester fremdsprachiger Film ausgezeichnet.
Nach den Grenzstreitigkeiten zwischen China und Russland, die 1969 im Zwischenfall am Ussuri gipfelten, wurde ein Dorf im Rajon Krasnoarmeiski der Region Primorje mit dem zuvor chinesischen Namen Laul zu seinen Ehren in Dersu umbenannt.
Oberhalb der Stadt Arsenjew wurde in den 1970er Jahren ein Denkmal für Wladimir Arsenjew und Dersu Usala errichtet.
Auch der 1981 entdeckte Asteroid des Hauptgürtels (4142) Dersu-Uzala ist nach dem Waldläufer benannt.